# The Recruit
The Recruit (en España La prueba, en Hispanoamérica El discípulo) es un thriller de espionaje estadounidense de 2003 dirigido por Roger Donaldson y protagonizado por Al Pacino y Colin Farrell. La película trata sobre las pruebas de reclutamiento de la CIA a las que jóvenes universitarios de todo el país están sometidos para convertirse en espías.

## Argumento
James Clayton (Colin Farrell), un joven experto en informática en el MIT (Instituto Tecnológico de Massachusetts), es reclutado por el instructor de la CIA Walter Burke (Al Pacino), quien le ofrece trabajo en la Agencia. Después de presenciar una demostración extraordinaria de conocimientos informáticos de parte de Clayton en una expo de computación, Burke logra que Clayton sea reclutado. En parte Clayton accede para encontrar información sobre su padre, de quien él sospecha que era un agente de la CIA, y que desapareció cuando Clayton era un niño. Después de pasar por numerosos psicoanálisis de aptitud y pruebas psicométricas, incluyendo el polígrafo, Clayton ingresa a La Granja, el Centro de Entrenamiento de la CIA. Allí, Burke y otros instructores enseñan a los reclutas las habilidades del espionaje, los protocolos de operaciones encubiertas, y las técnicas de recopilación de información. Durante un ejercicio de vigilancia, Clayton y su compañera recluta, Layla Moore (Bridget Moynahan), son secuestrados por unos hombres que, al parecer, pertenecen a un servicio de inteligencia extranjero.
Clayton es llevado a una celda de aislamiento y torturado durante varios días, pero se niega a dar los nombres de sus instructores de la CIA. Cuando los interrogadores proporcionan evidencia de que también están torturando a Layla, Clayton cede y da el nombre de Burke como su instructor,. En ese momento aparece Jim Burke, su rival confederado, Layla, y los otros reclutas, quienes estuvieron observando la prueba en la sala de conferencias de La Granja todo el tiempo. Después de haber sido testigos del evento, se les informa que “el secuestro” es simplemente otro ejercicio más del entrenamiento. Clayton renuncia al programa, pero Burke llega a su hotel a la mañana siguiente para informarle que su despido era una farsa y que ha sido designado para una operación encubierta no oficial (NOC). Burke le ordena a Clayton que espíe a Layla, diciéndole que la CIA tiene pruebas de que en realidad es una agente de un servicio de inteligencia extranjero infiltrada y que está tratando de robar un super sofisticado virus informático clasificado de la base de datos de la CIA. Como pantalla, a Clayton se le asigna un trabajo como un procesador de bajo nivel en la Agencia e inicia una relación sentimental con Layla. Con el tiempo Clayton descubre la prueba de que ella está robando pieza por pieza el virus con una memoria USB.
Clayton discretamente vigila a Layla mientras ella pasa una nota a su contacto en la estación de ferrocarriles Union Station. Después de la entrega de la nota, Clayton sigue al otro agente. Después de un breve forcejeo, Clayton lo mata, le quita la nota y descubre con horror que el contacto de Layla es Zack (Gabriel Macht), un agente de la CIA, que también había sido un recluta en La Granja.
Clayton espera a Layla afuera de la sede de la CIA, con su camioneta pick-up la saca del camino y logra quitarle la última pieza del virus que ella escondió en el fondo de su taza de café. Ella trata de explicarle la situación, le dice que no es una traidora, pero Clayton no la escucha y, movido por sus sentimientos, solo le dice que huya. A través de su celular Clayton le explica a Burke que mató a Zack y que tiene la memoria USB. Burke le ordena que se reúnan. Burke le explica a Clayton que todo fue "la prueba final" que Zack, Layla y los otros candidatos están en un bar esperándolos para celebrar, pero éste no le cree y huye con la última pieza del virus informático. Burke se ve atrapado en una mentira y trata de convencer a Clayton de que el arma que le dio está cargada con balas de fogueo. Clayton efectúa un disparo para probar lo contrario y rompe un vidrio del auto y huye sin el arma. Burke persigue a Clayton a través de un almacén abandonado y, mientras lo busca, se jacta de haber organizado todo el plan para vender el virus por 3 millones de dólares. Burke persigue a Clayton y le dispara hasta agotar sus balas, la persecución continúa solo para encontrarse con que un equipo SWAT los está esperando afuera del almacén. Todas las miras láser apuntan a Clayton. La CIA estaba allí para detener a Clayton, aunque no tenían conocimiento de la traición de Burke. Creyendo estar atrapado, Burke sigue jactándose por el trato injusto de 27 años en la CIA, lo que permite a los agentes concluir que Burke es el verdadero topo y poco a poco las miras láser se desvían y le apuntan a él. Burke finalmente se da cuenta de que se está incriminado a sí mismo, saca su arma, sin balas y apunta al equipo SWAT quien le dispara hasta matarlo en una especie de suicidio. Después, Layla consuela a Clayton antes de dirigirse a la sede de la CIA para el interrogatorio de rigor. De camino a Langley, el director Adjunto de Operaciones, Dennis Slayne (Karl Pruner), hace un comentario aludiendo que el padre de Clayton sí era un agente NOC cuando murió en el Perú poco antes de la Guerra de las Malvinas.

## Elenco
- Al Pacino como Walter Burke
- Colin Farrell como James Douglas Clayton
- Bridget Moynahan como Layla Moore
- Gabriel Macht como Zack
- Kenneth Mitchell como Alan
- Karl Pruner como Dennis Slayne